# Alexander Fransson
Alexander Martin Fransson (Norrköping, 2 de abril de 1994) é um futebolista profissional sueco que atua como meia, atualmente defende o FC Basel.

## Carreira
Alexander Fransson fará parte do elenco da Seleção Sueca de Futebol nas Olimpíadas de 2016.